# Orietta Baldelli
Orietta Baldelli (Senigallia, 23 aprile 1949) è una politica italiana.

## Attività politica
Vicina al Partito Socialista Italiano, nelle elezioni politiche del 27 e 28 marzo 1994, le prime con il sistema elettorale del "Mattarellum", viene candidata dal PSI come rappresentante della "società civile" nel collegio di Macerata per il Senato, nella lista Alleanza dei Progressisti. È una dei 10 esponenti socialisti eletti al Senato.
È il momento più grave della crisi del PSI, che porterà qualche mese dopo allo scioglimento dello storico partito. Baldelli si avvicina, assieme ad altri parlamentari neo-eletti, alle posizioni di Valdo Spini, che, convinto che lo stesso termine di "socialista" sia ormai assimilato nell'opinione pubblica al finanziamento illecito e alle tangenti, sta dando vita alla formazione politica dei "laburisti", che si richiama ai principi del liberal-socialismo e intende dar vita ad una stretta alleanza con il Partito Democratico della Sinistra, allo scopo di spingere questo partito, erede della tradizione comunista del PCI, verso una compiuta trasformazione in direzione riformista.
Il 19 luglio 1994 si tiene a Napoli il dibattito Verso la Costituente Laburista promosso dai parlamentari laburisti. Il 3 agosto Orietta Baldelli è tra i 18 parlamentari che sottoscrivono l'atto costitutivo della Federazione Laburista.

## Attività parlamentare
È iscritta al Gruppo Progressista - PSI del Senato, che, dall'11 gennaio 1995, - a seguito della divisione tra senatori aderenti alla Federazione Laburista, tra cui la Baldelli, e senatori aderenti ai Socialisti Italiani - assumerà la denominazione Laburista-Socialista-Progressista).
Partecipa dal 31 maggio 1994 alla 10ª Commissione permanente (Industria, commercio, turismo), dal 13 settembre 1994 alla Commissione parlamentare per le questioni regionali e dal 22 febbraio 1995 alla Giunta per gli affari delle Comunità Europee.
Nella successiva tornata elettorale del 1996 non verrà ricandidata dalla coalizione dell'Ulivo, a cui la Federazione Laburista ha aderito.